# Ruwerer Felsenmühle

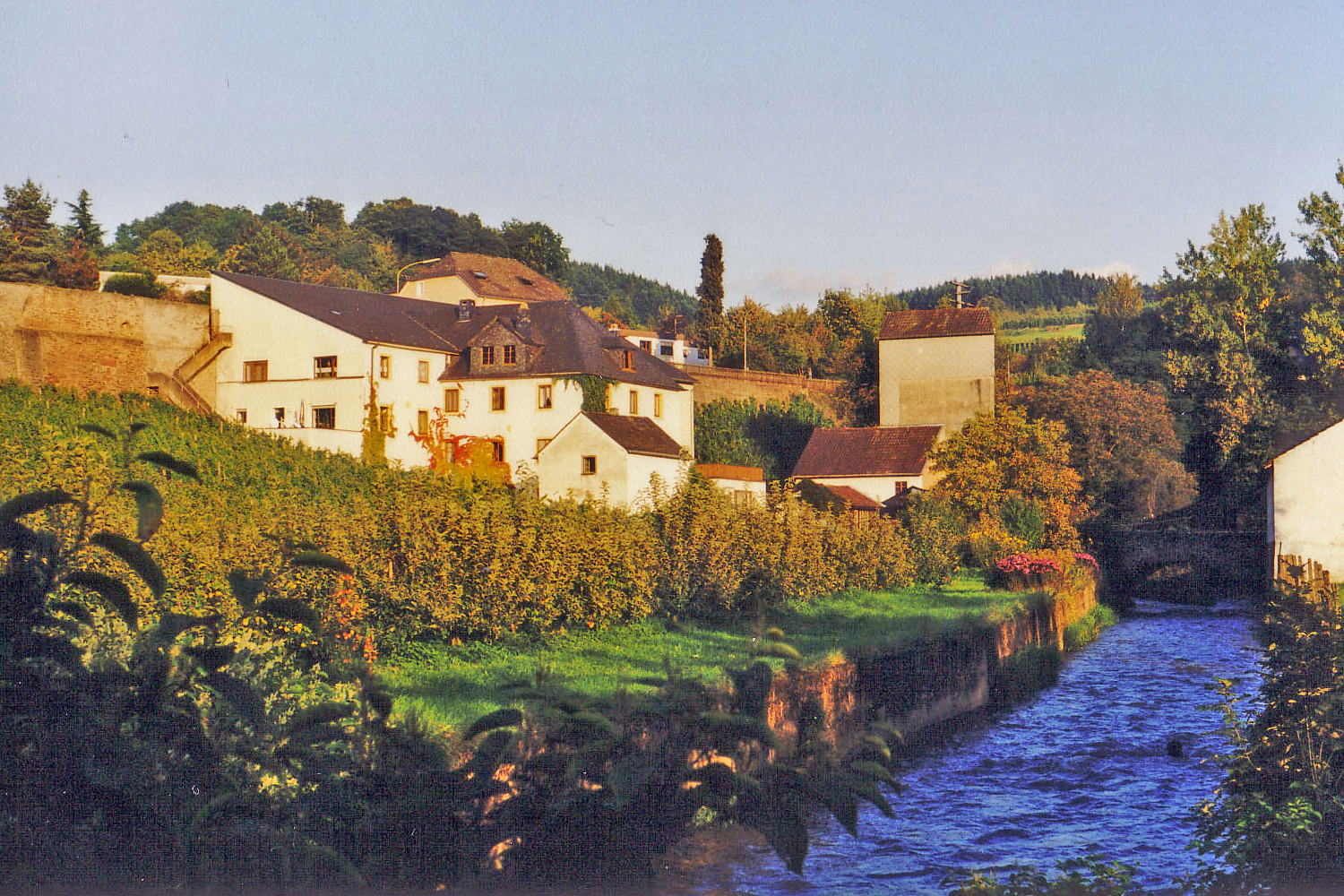
Blick auf die Hauptgebäude der Ruwerer Felsenmühle aus westlicher Richtung

Die Ruwerer Felsenmühle (früher auch bezeichnet als Thiesberger Felsenmühle, Domdechantische Felsenmühle, Karthäuser Felsenmühle) ist ein an der Ruwer gelegenes, historisches Mühlen-Anwesen im Trierer Stadtteil Ruwer.

## Allgemeines
Die Mühle war eine freiadelige Mahlmühle. Sie wurde immer mit ihren Rechten am Wasserlauf, mit der Fischerei und mit den Obstgärten verpachtet. Der jeweilige Pächter hatte nicht nur Korn und Kornkleie abzuliefern, sondern auch die gefangenen Fische und das geerntete Obst. Umfangreiche Fuhrleistungen zwischen dem Duisburger Hof und der Domdechanei Trier waren auf Verlangen zu erbringen. Daneben hatte der Müller alle Kosten für die Instandhaltung der Mühle und der Wehranlage zu tragen.
Erstmals urkundlich erwähnt wird die Mühle in einem Dokument aus dem Jahre 1323. Die Mühle gehörte damals dem Sohn des Trierer Schöffenmeisters Ordolph Scholer (1288–1322). In den Verträgen ab Mitte des 16. Jahrhunderts wird die Mühle nicht mehr als eigenständiger Besitz genannt, sondern als „Zubehör“ des Duisburger Hofs aufgeführt. Es gab unterschiedliche Eigentümer, die allesamt dem Trierer Domkapitel angehörten. Ab 1654 wurde der Duisburger Hof samt Mühle dem Vermögen der Domdechanei Trier zugeschlagen. Neben den Pachteinnahmen aus der Mühle waren auch die überaus reichlichen Fischlieferungen für die Domdechanei interessant. Andauernde Streitigkeiten um die Fischereirechte in der Ruwer veranlassten Domdechant von Walderdorff, die Mühle 1777 den Karthäusern von St. Alban zu überlassen. Er tauschte sie gegen verschiedene Ländereien in der Nähe des Duisburger Hofes. Die Karthäuser wurden im Zuge der Säkularisation (im 12. Jahr der französischen Republik – 1803) enteignet und die Mühle versteigert. Neuer Eigentümer wurde Jean Kleutgen, ein Bäcker aus Trier.
Seit 1803 ist die Mühle in Privatbesitz zunächst in den Händen der Familie Kleutgen-Endres (1803–1862) und später der Familie Hippert-Bichler (1862–1916). Beide Familien modernisierten und vergrößerten die Mühle regelmäßig.
Neben dem Mahlbetrieb wurden auch Turbinenanlagen zur Stromerzeugung installiert. 1897 versorgten die Bichler'schen Mühlen den Ort Ruwer mit Strom.
Anfang des 20. Jahrhunderts wurde die Nutzung der Wasserkraft für den Mahlbetrieb zunehmend unrentabel.
Die Wasserkraft wurde nur noch zum Betrieb der Dreschmaschine und für eine Strohhülsenfabrik genutzt.
Die veraltete Turbinenanlage wurde 1924 durch eine effizientere Anlage ersetzt.
Auch die Fischerei verlor mit dem Bau der Staustufen an der Mosel an Bedeutung; Lachse wurden nur noch bis Anfang der 1950er Jahre gefangen.
1916 wurde die Felsenmühle zusammen mit den beiden anderen Bichler’schen Mühlen (Walzenmühle = „Mühle im Kupping“ und Kommismühle) an die Landwirts- und Müllerfamilie Stüeken aus Balve verkauft. Mit diesem Eigentumswechsel änderte sich auch die wirtschaftliche Ausrichtung des Betriebes.
Ab 1924 baute Familie Stüeken (später Stücken) zusätzlich zum Ackerbau einen Geflügelbetrieb auf, der sich in der ganzen Region einen Namen machte. Nach Aufgabe des Zuchtbetriebes 1975 lief der Eierverkauf noch bis Anfang der 1980er Jahre. Die Wasserkraft wurde nur noch zur eigenen Stromversorgung genutzt.
Auch heute pflegen und bewirtschaften die Eigentümer die in den 1940er Jahren in der Ruweraue angepflanzte, ungefähr 3 ha große Obstwiese.
Die Ruwerer Felsenmühle liegt nahe der Landesstraße 149.
Der Ruwer-Hochwald-Radweg auf der Trasse der ehemaligen Ruwertalbahn führt am Anwesen vorbei.